# 夢想就是力量
《夢想就是力量》（日语：／ Yume ga Chikara）是KOKIA第12張单曲，2004年6月23日發行。所收同名曲是KOKIA第4張錄音室專輯《歌唱就是力量》主打曲，並用作2004年夏季奥林匹克运动会日本代表团官方應援曲。

## 背景
KOKIA第3張專輯《Remember me》商業成功後發行的兩張單曲即有本單曲。此階段銷量一般趕進榜單前40名。
所收同名曲是第二首日本奧林匹克委員會官方應援曲，承2000年夏季奧林匹克運動會日本代表團所用樂團19〈水、陸、空，無限大〉之上，啓2008年夏季奧林匹克運動會日本代表團所用組合BAND FOR "SANKA"〈讓我看到你的笑容〉之下。

## 宣傳
KOKIA與製作人千住明在2004年3月3日新聞發布會首次宣佈參與奧林匹克運動會。歌曲〈夢想就是力量〉歷時兩個月才完成，並於5月11日在新聞發布會正式公佈並首演。此曲常在日本賽事演出與播放，如火炬傳遞結束、6月20日音樂會、海報展揭幕、日本代表團壯行會。單曲與專輯《歌唱就是力量》發行均早於運動會，專輯不到一個月，單曲也近兩個月。KOKIA運動會期間參觀選手村，鼓勵女子摔跤選手濱口京子等人，清唱歌曲並製作日本国旗以激勵。
2004年6月，隨奧林匹克運動會官方宣傳，KOKIA亮相許多音樂與時尚雜誌，如《CD Data》、《月刊鋼琴》、《月刊Songs》、《Weekly Oricon》、《What's In?》、《Zappy》。〈夢想就是力量〉鈴聲7月1日至9月30日向日本沃达丰使用者免費提供。直至8月30日，此曲音樂影片可在Yahoo! Japan首頁播放。

## 作曲
〈夢想就是力量〉是流行曲，以管弦與標準樂團爲背景，並有擴展器樂部份。此曲的聲樂部份有兩節與一個合唱的結構，重複兩次，然後是最終擴展與精心製作的合唱。歌詞首先說要從小處開始做些甚麼。第一副歌說「誰都能自由夢想」，「成真靠的不是魔法，而是自己的力量」。後續歌詞延伸此旨，也告訴人「不要忘記（自己）并非一人」。
KOKIA作此曲「不僅是鼓勵選手的歌曲，還是賦予每人勇氣的歌曲，如同選手竭盡全力」 。

## 重錄
KOKIA兩度重錄〈夢想就是力量〉。原聲版由原曲編曲千住明重編，作為2004年專輯《歌唱就是力量》附贈曲目。原聲版不是標準樂團，而是弦樂團與鋼琴伴奏。〈夢想就是力量/Brave warrior〉是2006年最熱專輯《pearl ～The Best Collection～》所收歌曲版本，並以KOKIA自創吉他改編爲特色。此版本開頭新增歌詞「Brave warrior飛翔吧」。

## 音樂影片
〈夢想就是力量〉音樂影片由原淳導演。圍繞兩個不同場景，KOKIA在巨大的木製室內體育場表演此曲，周圍有管弦樂團，還有KOKIA以單一封面藝術爲背景表演此曲的場景。

## 反響
此單曲面市首週銷量位列第30名，超過4500張。又在前100名保持一週，再在前200名保持三週。離開榜單時，已售出8300張。與KOKIA其他單曲相比更爲成功。
CDJournal稱讚〈夢想就是力量〉能以「柔和的旋律與磷光般的歌聲」平穩推動人前進。樂評家上田健二認爲此曲作爲應援曲「恰如其分」。他稱此曲「真正令人耳目一新」，稱讚他感覺像「流（水）」的弦樂聲「沒有一絲陰霾」，旋律「充滿活力」。

## 收錄曲目
| 曲序     | 曲目                                | 词曲     | 編曲     | 时长  |
| -------- | ----------------------------------- | -------- | -------- | ----- |
| 1.       | 夢想就是力量（）                    | KOKIA    | 千住明   | 4:11  |
| 2.       | 人魚的夢（）                        | KOKIA    | 千住明   | 4:05  |
| 3.       | 夢想就是力量 (Instrumental Version) | KOKIA    | 千住明   | 4:11  |
| 总时长： | 总时长：                            | 总时长： | 总时长： | 12:33 |

## 外部連結
- 勝利娛樂介紹頁面 （页面存档备份，存于）